# Федосеев, Анатолий Иванович
Анато́лий Ива́нович Федосе́ев (род. 20 января 1950, Москва) — советский и российский физик. Доктор физико-математических наук (2007), профессор кафедры оптики, спектроскопии и физики наносистем физического факультета МГУ имени М. В. Ломоносова, заместитель декана физфака МГУ.

## Биография
Родился в 20 января 1950 году в Москве. В 1967 году окончил московскую физико-математическую школу № 52 (с 1993 года — гимназия № 1514).
В 1967—1973 годы — учёба на физическом факультете МГУ имени М. В. Ломоносова, в 1973—1976 годы — в аспирантуре кафедры оптики и спектроскопии физфака МГУ.
В 1979 году защитил диссертацию на соискание учёной степени кандидата физико-математических наук. Тема — «Исследование вынужденного излучения колебательно-возбуждённого сверхзвукового потока смаси газов СО₂-N₂-Не». Специальность — 01.04.05 (Оптика). Научный руководитель — доцент А. И. Одинцов.
С 1973 года — работа на кафедре оптики и спектроскопии физического факультета МГУ: ассистент, старший преподаватель, доцент, профессор.
В 1987—1993 годах — начальник курса, вошедшего в историю физфака МГУ как «Суперкурс» («курс Федосеева»: 1985/1987—1993).
В 2007 году защитил диссертацию на соискание учёной степени доктора физико-математических наук. Тема — «Процессы генерации в движущихся лазерно-активных средах и возможности управления динамическими режимами работы лазеров». Специальность — 01.04.05 (Оптика).
Соавтор 11 патентов. Подготовил двух кандидатов физико-математических наук.
Учёное звание доцент (1997). С 2009 года — заместитель декана физфака МГУ.
В 2010—2017 годах — член Диссертационного совета Д 501.001.67 (МГУ имени М. В. Ломоносова, Физический факультет).
Член Учёного совета физфака МГУ.
Член Учёного совета Специализированного учебно-научного центра (факультета) — школы-интерната имени А. Н. Колмогорова МГУ имени М. В. Ломоносова (СУНЦ МГУ).

## Учебно-методические труды
- Антошков А. А., Мушенков А. В., Одинцов А. И., Федосеев А. И. Изучение сверхтонкой и изотопической структуры линии ртути с помощью интерферометра Фабри-Перо. Учебное пособие. М.: Изд. Физического факультета МГУ. 2012. —21 с.
- Мушенков А. В., Федосеев А. И. Спектральные характеристики интерференционных светофильтров и диэлектрических зеркал. Учебное пособие. М.: Изд. Физического факультета МГУ. 2012. —20 с.

## Награды
- Благодарность Президента Российской Федерации (8 ноября 2023 года) — за заслуги в научно-педагогической деятельности, подготовке квалифицированных специалистов и многолетнюю добросовестную работу[13]